# دانشگاه تروی
دانشگاه تروی یک دانشگاه دولتی در تروی، آلاباما است. این مدرسه در سال ۱۸۸۷ به عنوان مدرسه عادی ایالتی تروی در سیستم دانشگاه ایالتی آلاباما تأسیس شد و اکنون دانشگاه شاخص سیستم دانشگاه تروی است. دانشگاه تروی توسط کمیسیون جنوبی کالج‌ها و مدارس در کالج‌ها (SACS) برای اعطای مدرک کاردانی، کارشناسی، کارشناسی ارشد، متخصص آموزش و دکترا معتبر است.
مؤسسه کنفوسیوس در دانشگاه تروی که در سال ۲۰۰۷ تأسیس شد، یک مؤسسه عمومی وابسته به وزارت آموزش و پرورش جمهوری خلق چین است. هدف اعلام شده این مؤسسه ترویج زبان و فرهنگ چینی، حمایت از آموزش محلی چینی و تسهیل مبادلات فرهنگی است. این مؤسسه همچنین اردوهای تابستانی را برای دانش آموزان دبیرستانی، مشاوره برای توسعه اقتصادی و ترویج برنامه‌های اطلاع‌رسانی چینی ارائه می‌دهد. برخی نگرانی‌های خود را در رابطه با آزادی دانشگاهی و نفوذ سیاسی دولت چین، به‌ویژه در مورد مواردی مانند اظهارنظر یک مقام ارشد سابق چین مبنی بر اینکه مؤسسه‌های کنفوسیوس «بخش مهمی از تشکیلات تبلیغاتی خارج از کشور چین» هستند، ابراز کرده‌اند.